# Venkovská usedlost (Kůští)
Venkovská usedlost čp. 6 je klasicistní zemědělská usedlost ve vesnici Kůští u Města Touškov. Pochází ze 2. poloviny 19. století. V roce 2020 byla prohlášena kulturní památkou.

## Architektura
Rozsáhlá usedlost je situovaná asi uprostřed východní fronty domů na návsi. Kromě obytného domu ji dotváří také chlévy, sýpka a ohradní zeď s bránou a brankou. Areál usedlosti měl původně lichoběžníkový půdorys, ze stodoly v zadní části pozemku nicméně existují již pouze fragmenty zdiva.
Obytné stavení je přízemní zděná stavba se sedlovou střechou, orientovaná štítem směrem do návsi. Hladce omítnutá fasáda je zdobena lizénovým rámem a korunní římsou. Okna jsou lemována šambránami. Mezi obytným domem a bránou je situován výminek. Na obytný dům navazují zděné omítané chlévy, orientované ve stejné podélné ose. Druhý štít v návesním průčelí patří sýpce, která je stejně jako obytný dům zděná, omítnutá a se sedlovou střechou, nicméně je patrová. V přízemí je omítka zdobená pásovou rustikou, patro je hladké. Do fasády jsou vsazena malá obdélníková okénka s kamenným ostěním, ve štítu je pak doplňuje ještě okénko půlkruhové. Hlavní vjezdová brána je oblouková, se dvěma pilastry s pásovou rustikou. Nad branou a korunní římsou je ještě nízká atika. Po levé straně brány je branka pro pěší se segmentovým obloukem.